# Stenochelifer socotrensis
Espèce
Synonymes
- Chelifer socotrensis With, 1905

Stenochelifer socotrensis est une espèce de pseudoscorpions de la famille des Cheliferidae.

## Distribution
Cette espèce est endémique de Socotra au Yémen.

## Étymologie
Son nom d'espèce, composé de socotr[a] et du suffixe latin -ensis, « qui vit dans, qui habite », lui a été donné en référence au lieu de sa découverte, Socotra.

## Publication originale
- With, 1905 : On Chelonethi, chiefly from the Australian region, in the collection of the British Museum, with observations on the "coxal sac" and on some cases of abnormal segmentation. Annals and Magazine of Natural History, sér. 7, vol. 15, p. 94-143 (texte intégral).